# Leffler Béla
Leffler Béla (Nyíregyháza, 1887. október 28. – Stockholm, 1936. november 8.) író, műfordító, művészeti író, középiskolai tanár, majd egyetemi magántanár.

## Élete
Magyarországon működött tanárként, majd 1919-ben Svédországba költözött, ahol követségi sajtóelőadó lett. Itt komoly szolgálatokat tett a magyarságnak azzal, hogy megalapította a stockholmi Svéd–Magyar Társaságot. Svéd születésű felesége segítségével svédre fordított több magyar regényt (Herczeg Ferenc, Bíró Lajos stb.) és Madách Imre Az ember tragédiáját (1936). 1922-ben svéd nyelvű magyar antológiát adott ki, illetve Svédország és Norvégia területén több magyar képzőművészeti kiállítást is rendezett. Magyarra fordította ugyanakkor Selma Lagerlöf és August Strindberg néhány alkotását.

## Művei
- Magyar vonatkozású német népénekek 1556 – 1197 (Bp., 1910);
- Petőfi Svédországban (Nyíregyháza, 1912);
- A nyírbátori református templom (Bp., 1916);
- Az újabb svéd líráról (Debrecen, 1923);
- Ungern i kultur och historia (Ch. Pierre Backmannal, Stockholm, 1924);
- Lagerlöf Zelma (Debrecen, 1927);
- Ungersk Konst (Stockholm, 1928).